# 疏菊珊瑚
疏菊珊瑚（学名：Favia laxa）为菊珊瑚科菊珊瑚屬下的一个种。